# Anthon (Iowa)
Anthon è una città degli Stati Uniti, situata nella Contea di Woodbury, nello Stato dell'Iowa. Al censimento del 2000 contava 649 abitanti. È un sobborgo di Sioux City.